# Маріуш Фирстенберг
Маріуш Фирстенберг (пол. Mariusz Fyrstenberg; нар. 8 липня 1980) — колишній польський тенісист.
Найвищу одиночну позицію світового рейтингу — 317 місце досяг 12 серпня 2002, парну — 6 місце — 6 серпня 2012 року.
Здобув 18 парних титулів.
Найвищим досягненням на турнірах Великого шолома був фінал в парному розряді.
Завершив кар'єру 2017 року.

## Важливі фінали

### Фінали турнірів Великого шлему

#### Парний розряд: 1 (поразка)
| Результат | Рік  | Турнір                           | Покриття | Партнер            | Суперники                    | Рахунок  |
| --------- | ---- | -------------------------------- | -------- | ------------------ | ---------------------------- | -------- |
| Поразка   | 2011 | Відкритий чемпіонат США з тенісу | Тверде   | Марцін Матковський | Юрген Мельцер Філіпп Пецшнер | 2–6, 2–6 |

### Чемпіонати закінчення сезону

#### Парний розряд: 1 (поразка)
| Результат | Рік  | Турнір                  | Покриття   | Партнер            | Суперники                   | Рахунок  |
| --------- | ---- | ----------------------- | ---------- | ------------------ | --------------------------- | -------- |
| Поразка   | 2011 | Лондон, Велика Британія | Тверде (i) | Марцін Матковський | Максим Мирний Деніел Нестор | 5–7, 3–6 |

### Фінали Мастерс 1000

#### Парний розряд: 6 (2–4)
| Результат | Рік  | Турнір                             | Покриття   | Партнер            | Суперники                            | Рахунок          |
| --------- | ---- | ---------------------------------- | ---------- | ------------------ | ------------------------------------ | ---------------- |
| Поразка   | 2007 | Мастерс Мадрид                     | Тверде (i) | Марцін Матковський | Боб Браян Майк Браян                 | 3–6, 6–7(4–7)    |
| Перемога  | 2008 | Madrid Open                        | Тверде (i) | Марцін Матковський | Магеш Бгупаті Марк Ноулз (тенісист)  | 6–2, 6–4         |
| Поразка   | 2009 | Мастерс Шанхай                     | Тверде     | Марцін Матковський | Жульєн Беннето Жо-Вілфрід Тсонга     | 2–6, 4–6         |
| Поразка   | 2010 | Shanghai Masters                   | Тверде     | Марцін Матковський | Юрген Мельцер Леандер Паес           | 5–7, 6–4, [5–10] |
| Перемога  | 2012 | Madrid Open (2)                    | Ґрунт      | Марцін Матковський | Роберт Ліндстедт Горія Текеу         | 6–3, 6–4         |
| Поразка   | 2013 | Відкритий чемпіонат Маямі з тенісу | Тверде     | Марцін Матковський | Айсам-уль-Хак Куреші Жан-Жульєн Роєр | 4–6, 1–6         |

## Фінали турнірів ATP за кар'єру

### Парний розряд: 44 (18–26)
| Легенда                                                         |
| --------------------------------------------------------------- |
| Турніри Великого шолома (0–1)                                   |
| Tennis Masters Cup / Фінали Світового Туру ATP (0–1)            |
| Серія Мастерс ATP / Серія Мастерс 1000 Світового Туру ATP (2–4) |
| Серія ATP Інтернешнл Ґолд / Серія 500 Світового Туру ATP (3–6)  |
| Серія ATP Інтернешнл / Серія 250 Світового Туру ATP (13–14)     |

| Фінали за покриттям |
| ------------------- |
| Тверде (7–17)       |
| Ґрунт (9–8)         |
| Трава (2–0)         |
| Килим (0–1)         |

| Фінали за типом корту |
| --------------------- |
| Відкритий (12–19)     |
| Закритий (6–7)        |

| Результат | В-П   | Дата     | Турнір                                          | Рівень       | Покриття   | Партнер              | Суперники                            | Рахунок                      |
| --------- | ----- | -------- | ----------------------------------------------- | ------------ | ---------- | -------------------- | ------------------------------------ | ---------------------------- |
| Перемога  | 1–0   | Сер 2003 | Orange Warsaw Open, Польща                      | Інтернешнл   | Ґрунт      | Марцін Матковський   | Франтішек Чермак Леош Фридль         | 6–4, 6–7(7–9), 6–3           |
| Перемога  | 2–0   | Лют 2004 | Brasil Open, Бразилія                           | Інтернешнл   | Ґрунт      | Марцін Матковський   | Томас Беренд Леош Фридль             | 6–2, 6–2                     |
| Перемога  | 3–0   | Сер 2005 | Sopot Open, Польща (2)                          | Інтернешнл   | Ґрунт      | Марцін Матковський   | Лукас Арнольд Кер Себастьян Прієто   | 7–6(9–7), 6–4                |
| Поразка   | 3–1   | Вер 2005 | Campionati Internazionali di Sicilia, Італія    | Інтернешнл   | Ґрунт      | Марцін Матковський   | Мартін Гарсія Маріано Худ            | 2–6, 3–6                     |
| Поразка   | 3–2   | Лют 2006 | Відкритий чемпіонат Бразилії, Бразилія          | Інтернешнл   | Ґрунт      | Марцін Матковський   | Лукаш Длоуги Павел Візнер            | 1–6, 6–4, [3–10]             |
| Поразка   | 3–3   | Кві 2006 | Barcelona Open, Іспанія                         | Інтер. Ґолд  | Ґрунт      | Марцін Матковський   | Марк Ноулз (тенісист) Деніел Нестор  | 2–6, 7–6(7–4), [5–10]        |
| Поразка   | 3–4   | Сер 2006 | Connecticut Open, США                           | Інтернешнл   | Тверде     | Марцін Матковський   | Джонатан Ерліх Енді Рам              | 3–6, 3–6                     |
| Перемога  | 4–4   | Вер 2006 | Romanian Open, Румунія                          | Інтернешнл   | Ґрунт      | Марцін Матковський   | Мартін Гарсія Луїс Орна              | 6–7(5–7), 7–6(7–5), [10–8]   |
| Поразка   | 4–5   | Жов 2006 | Campionati Internazionali di Sicilia, Італія    | Інтернешнл   | Ґрунт      | Марцін Матковський   | Мартін Гарсія Луїс Орна              | 6–7(1–7), 6–7(2–7)           |
| Поразка   | 4–6   | Жов 2006 | Swiss Indoors, Швейцарія                        | Інтернешнл   | Килим (i)  | Марцін Матковський   | Марк Ноулз (тенісист) Деніел Нестор  | 6–4, 4–6, [8–10]             |
| Перемога  | 5–6   | Сер 2007 | Sopot Open, Польща (3)                          | Інтернешнл   | Ґрунт      | Марцін Матковський   | Мартін Гарсія Себастьян Прієто       | 6–1, 6–1                     |
| Поразка   | 5–7   | Сер 2007 | Connecticut Open, США                           | Інтернешнл   | Тверде     | Марцін Матковський   | Магеш Бгупаті Ненад Зімоньїч         | 3–6, 3–6                     |
| Поразка   | 5–8   | Жов 2007 | Open de Moselle, Франція                        | Інтернешнл   | Тверде (i) | Марцін Матковський   | Арно Клеман Мікаель Льодра           | 1–6, 4–6                     |
| Перемога  | 6–8   | Жов 2007 | Vienna Open, Австрія                            | Інтер. Ґолд  | Тверде (i) | Марцін Матковський   | Томас Беренд Крістофер Кас           | 6–4, 6–2                     |
| Поразка   | 6–9   | Жов 2007 | Мастерс Мадрид, Іспанія                         | Masters      | Тверде (i) | Марцін Матковський   | Боб Браян Майк Браян                 | 3–6, 6–7(4–7)                |
| Поразка   | 6–10  | Кві 2008 | Barcelona Open, Іспанія                         | Інтер. Ґолд  | Ґрунт      | Марцін Матковський   | Боб Браян Майк Браян                 | 3–6, 2–6                     |
| Перемога  | 7–10  | Чер 2008 | Orange Warsaw Open, Польща (4)                  | Інтернешнл   | Ґрунт      | Марцін Матковський   | Микола Давиденко Юрій Щукін          | 6–0, 3–6, [10–4]             |
| Поразка   | 7–11  | Вер 2008 | Відкритий чемпіонат Румунії, Румунія            | Інтернешнл   | Ґрунт      | Марцін Матковський   | Ніколя Девільдер Поль-Анрі Матьє     | 6–7(4–7), 7–6(11–9), [20–22] |
| Поразка   | 7–12  | Жов 2008 | Open de Moselle, Франція                        | Інтернешнл   | Тверде (i) | Марцін Матковський   | Арно Клеман Мікаель Льодра           | 7–5, 3–6, [8–10]             |
| Перемога  | 8–12  | Жов 2008 | Madrid Open, Іспанія                            | Masters      | Тверде (i) | Марцін Матковський   | Магеш Бгупаті Марк Ноулз (тенісист)  | 6–4, 6–2                     |
| Перемога  | 9–12  | Чер 2009 | Eastbourne International, Велика Британія       | Серія 250    | Трава      | Марцін Матковський   | Тревіс Перротт Філіп Полашек         | 6–4, 6–4                     |
| Поразка   | 9–13  | Сер 2009 | Washington Open, США                            | Серія 500    | Тверде     | Марцін Матковський   | Мартін Дамм Роберт Ліндстедт         | 7–5, 7–6(7–3)                |
| Перемога  | 10–13 | Жов 2009 | BMW Malaysian Open, Малайзія                    | Серія 250    | Тверде (i) | Марцін Матковський   | Ігор Куніцин Ярослав Левинський      | 6–2, 6–1                     |
| Поразка   | 10–14 | Жов 2009 | Мастерс Шанхай, КНР                             | Мастерс 1000 | Тверде     | Марцін Матковський   | Жульєн Беннето Жо-Вілфрід Тсонга     | 2–6, 4–6                     |
| Перемога  | 11–14 | Чер 2010 | Eastbourne International, Велика Британія (2)   | Серія 250    | Трава      | Марцін Матковський   | Колін Флемінг Кен Скупскі            | 6–3, 5–7, [10–8]             |
| Поразка   | 11–15 | Жов 2010 | Malaysian Open, Малайзія                        | Серія 250    | Тверде (i) | Марцін Матковський   | Франтішек Чермак Міхал Мертиняк      | 6–7(3–7), 6–7(5–7)           |
| Поразка   | 11–16 | Жов 2010 | China Open, КНР                                 | Серія 500    | Тверде     | Марцін Матковський   | Боб Браян Майк Браян                 | 1–6, 6–7(5–7)                |
| Поразка   | 11–17 | Жов 2010 | Shanghai Masters, КНР                           | Мастерс 1000 | Тверде     | Марцін Матковський   | Юрген Мельцер Леандер Паес           | 5–7, 6–4, [5–10]             |
| Поразка   | 11–18 | Жов 2010 | Відкритий чемпіонат Відня, Австрія              | Серія 250    | Тверде (i) | Марцін Матковський   | Деніел Нестор Ненад Зімоньїч         | 5–7, 6–3, [5–10]             |
| Поразка   | 11–19 | Вер 2011 | Відкритий чемпіонат США з тенісу, США           | Великий Шлем | Тверде     | Марцін Матковський   | Юрген Мельцер Філіпп Пецшнер         | 2–6, 2–6                     |
| Поразка   | 11–20 | Лис 2011 | Фінал ATP, Велика Британія                      | Tour Фінали  | Тверде (i) | Марцін Матковський   | Максим Мирний Деніел Нестор          | 5–7, 3–6                     |
| Поразка   | 11–21 | Бер 2012 | Dubai Tennis Championships, UAE                 | Серія 500    | Тверде     | Марцін Матковський   | Магеш Бгупаті Роган Бопанна          | 4–6, 6–3, [5–10]             |
| Перемога  | 12–21 | Кві 2012 | Barcelona Open, Іспанія                         | Серія 500    | Ґрунт      | Марцін Матковський   | Марсель Гранольєрс Марк Лопес Таррес | 2–6, 7–6(9–7), [10–8]        |
| Перемога  | 13–21 | Тра 2012 | Madrid Open, Іспанія (2)                        | Мастерс 1000 | Ґрунт      | Марцін Матковський   | Роберт Ліндстедт Горія Текеу         | 6–3, 6–4                     |
| Поразка   | 13–22 | Бер 2013 | Відкритий чемпіонат Маямі з тенісу, США         | Мастерс 1000 | Тверде     | Марцін Матковський   | Айсам-уль-Хак Куреші Жан-Жульєн Роєр | 4–6, 1–6                     |
| Перемога  | 14–22 | Лип 2013 | Відкритий чемпіонат Німеччини, Німеччина        | Серія 500    | Ґрунт      | Марцін Матковський   | Александер Пея Бруно Соарес          | 3–6, 6–1, [10–8]             |
| Перемога  | 15–22 | Січ 2014 | Brisbane International, Австралія               | Серія 250    | Тверде     | Деніел Нестор        | Хуан Себастьян Кабаль Роберт Фара    | 6–7(4–7), 6–4, [10–7]        |
| Поразка   | 15–23 | Кві 2014 | Відкритий чемпіонат Румунії, Румунія            | Серія 250    | Ґрунт      | Марцін Матковський   | Жан-Жульєн Роєр Горія Текеу          | 4–6, 4–6                     |
| Перемога  | 16–23 | Вер 2014 | Moselle Open, Франція                           | Серія 250    | Тверде (i) | Марцін Матковський   | Марін Драганя Генрі Контінен         | 6–7(3–7), 6–3, [10–8]        |
| Перемога  | 17–23 | Лют 2015 | Memphis Open, США                               | Серія 250    | Тверде (i) | Сантьяго Гонсалес    | Артем Сітак Доналд Янг               | 5–7, 7–6(7–1), [10–8]        |
| Поразка   | 17–24 | Лют 2015 | Abierto Mexicano TELCEL, Мексика                | Серія 500    | Тверде     | Сантьяго Гонсалес    | Іван Додіг Марсело Мело              | 6–7(2–7), 7–5, [3–10]        |
| Поразка   | 17–25 | Лип 2015 | Відкритий чемпіонат Хорватії з тенісу, Хорватія | Серія 250    | Ґрунт      | Сантьяго Гонсалес    | Максімо Гонсалес Андре Са            | 6–4, 3–6, [5–10]             |
| Перемога  | 18–25 | Лют 2016 | Відкритий чемпіонат Мемфіса, США (2)            | Серія 250    | Тверде (i) | Сантьяго Гонсалес    | Стів Джонсон Сем Кверрі              | 6–4, 6–4                     |
| Поразка   | 18–26 | Жов 2016 | Chengdu Open, КНР                               | Серія 250    | Тверде     | Пабло Карреньо Буста | Равен Класен Ражів Рам               | 6–7(2–7), 5–7                |

## Часовий графік результатів

### Парний розряд
| W | Ф | ПФ | ЧФ | #Р | КТ | К# | DNQ | A | NH |

| Турніри Великого шолома                |                 |                 |                 |                 |                 |                 |                 |                        |                        |                        |                        |                        |                        |                        |                        |        |       |
| Відкритий чемпіонат Австралії з тенісу |                 |                 |                 | 1р              | ПФ              | 1р              | 3р              | ЧФ                     | 2р                     | ЧФ                     | ЧФ                     | 1р                     | 3р                     | 1р                     |                        | 0 / 11 | 18–11 |
| Відкритий чемпіонат Франції з тенісу   |                 |                 | 3р              | 3р              | 2р              | 1р              | 2р              | 2р                     | ЧФ                     | 1р                     | 3р                     | ЧФ                     | 1р                     |                        | 1р                     | 0 / 12 | 15–12 |
| Вімблдонський турнір                   |                 |                 | 2р              | 2р              | 1р              | 1р              | 1р              | 1р                     | 2р                     | 1р                     | 1р                     |                        | 1р                     | 2р                     |                        | 0 / 11 | 5–11  |
| Відкритий чемпіонат США з тенісу       |                 |                 | 2р              | 1р              | 3р              | 3р              | 1р              | 1р                     | ЧФ                     | Ф                      | 1р                     | 1р                     | 3р                     | 2р                     | 1р                     | 0 / 13 | 16–13 |
| В-П                                    | 0–0             | 0–0             | 4–3             | 3–4             | 7–4             | 2–4             | 3–4             | 4–4                    | 8–4                    | 8–4                    | 5–4                    | 3–3                    | 4–4                    | 2-3                    | 0-2                    | 0 / 47 | 53–47 |
| Чемпіонати закінчення сезону           |                 |                 |                 |                 |                 |                 |                 |                        |                        |                        |                        |                        |                        |                        |                        |        |       |
| Фінал ATP                              |                 |                 |                 |                 | RR              |                 | ПФ              | RR                     | ПФ                     | Ф                      |                        | RR                     |                        |                        |                        | 0 / 6  | 9–13  |
| Серія Мастерс ATP 1000                 |                 |                 |                 |                 |                 |                 |                 |                        |                        |                        |                        |                        |                        |                        |                        |        |       |
| Індіан-Веллс                           |                 |                 | 1р              |                 | 2р              | 2р              | 1р              | ЧФ                     | 1р                     | 1р                     | ПФ                     | 1р                     | 1р                     |                        |                        | 0 / 10 | 6–10  |
| Відкритий чемпіонат Маямі з тенісу     |                 |                 | 1р              |                 | 1р              | 1р              | 2р              | 1р                     | ПФ                     | 1р                     | 1р                     | Ф                      | 1р                     |                        |                        | 0 / 10 | 7–10  |
| Монте-Карло                            |                 |                 | 2р              |                 | ЧФ              | 2р              | 2р              | ЧФ                     | 2р                     | ПФ                     | 2р                     | 2р                     | 2р                     |                        |                        | 0 / 10 | 10–10 |
| Рим                                    |                 |                 |                 |                 | 2р              |                 | ЧФ              | ЧФ                     | 1р                     | 2р                     | ЧФ                     | 1р                     | 1р                     |                        |                        | 0 / 8  | 5–7   |
| Гамбург                                |                 |                 |                 |                 | 2р              | 2р              | 2р              | Held as Madrid (Ґрунт) | Held as Madrid (Ґрунт) | Held as Madrid (Ґрунт) | Held as Madrid (Ґрунт) | Held as Madrid (Ґрунт) | Held as Madrid (Ґрунт) | Held as Madrid (Ґрунт) | Held as Madrid (Ґрунт) | 0 / 3  | 3–3   |
| Мастерс Мадрид                         | Held as Hamburg | Held as Hamburg | Held as Hamburg | Held as Hamburg | Held as Hamburg | Held as Hamburg | Held as Hamburg | 2р                     | ЧФ                     | ЧФ                     | П                      | 2р                     | ЧФ                     |                        |                        | 1 / 6  | 9–5   |
| Мастерс Канада                         |                 |                 |                 |                 | 1р              | 1р              | 1р              | ЧФ                     | 2р                     | ЧФ                     | ЧФ                     | ПФ                     | 2р                     |                        |                        | 0 / 9  | 1–9   |
| Мастерс Цинциннаті                     |                 |                 |                 |                 | 1р              | 2р              | ЧФ              | ЧФ                     | ЧФ                     | ЧФ                     | ЧФ                     | ЧФ                     | 1р                     |                        |                        | 0 / 9  | 7–9   |
| Мастерс Мадрид                         |                 |                 |                 |                 | ЧФ              | Ф               | П               | Held as Shanghai       | Held as Shanghai       | Held as Shanghai       | Held as Shanghai       | Held as Shanghai       | Held as Shanghai       | Held as Shanghai       | Held as Shanghai       | 1 / 3  | 9–2   |
| Шанхай                                 | Не проводили    | Не проводили    | Не проводили    | Не проводили    | Не проводили    | Не проводили    | Не проводили    | Ф                      | Ф                      | ПФ                     | 2р                     | 2р                     |                        |                        |                        | 0 / 5  | 8–5   |
| Париж                                  |                 |                 |                 |                 | ЧФ              | 2р              | ПФ              | ПФ                     | 2р                     | ЧФ                     | ЧФ                     | 2р                     |                        |                        |                        | 0 / 8  | 10–9  |
| В-П                                    | 0–0             | 0–0             | 1–3             | 0–0             | 7–9             | 9–8             | 13–8            | 10–9                   | 8–9                    | 8–9                    | 9–8                    | 11-9                   | 4–7                    | 0–0                    | 0-0                    | 2 / 81 | 80–79 |
| Олімпійські Ігри                       |                 |                 |                 |                 |                 |                 |                 |                        |                        |                        |                        |                        |                        |                        |                        |        |       |
| Теніс на Олімпійських іграх            | Not Held        | Not Held        | 1р              | Not Held        | Not Held        | Not Held        | ЧФ              | Not Held               | Not Held               | Not Held               | 1р                     | Not Held               | Not Held               | Not Held               |                        | 0 / 3  | 2–3   |
| Загальна статистика                    |                 |                 |                 |                 |                 |                 |                 |                        |                        |                        |                        |                        |                        |                        |                        |        |       |
| Титули/Фінали                          | 0–0             | 1–1             | 1–1             | 1–2             | 1–6             | 2–5             | 2–5             | 2–4                    | 1–5                    | 0–2                    | 2–3                    | 1-2                    | 1–2                    | 1–2                    | 1-2                    | 17–42  | 17–42 |
| Рейтинг на кінець року                 | 160             | 84              | 49              | 54              | 16              | 24              | 15              | 18                     | 12                     | 14                     | 15                     | 20                     | 44                     | 56                     | 58                     |        |       |